# Rajiv van La Parra
Rajiv van La Parra (Rotterdam, 4 giugno 1991) è un calciatore olandese, centrocampista del Beerschot VA.

## Biografia
Non è l'unico calciatore della sua famiglia: è fratellastro di Georginio, Giliano e Rogerio Wijnaldum. van La Parra ha origini surinamesi, ma ha scelto di rappresentare i Paesi Bassi a livello nazionale (giovanile).

## Caratteristiche tecniche
Viene impiegato principalmente come centrocampista di fascia destra o ala destra d'attacco. Dotato di grande velocità e grande tecnica era considerato ai tempi dell'Heerenveen uno dei talenti più promettenti del calcio olandese. Purtroppo, a causa di numerosi infortuni la sua carriera ha subito una brusca frenata.

## Carriera

### Club

#### Gli inizi
Cresciuto nel settore giovanile del Feyenoord, dove trova anche il suo fratellastro Georginio Wijnaldum, nel 2008, ancora minorenne, si trasferisce al Caen, allora militante in Ligue 1. Nella sua prima stagione in Francia, trova poco spazio e la squadra retrocede in Ligue 2. Nonostante nelle successive due annate il Caen prima riottiene la promozione in Ligue 1 e poi una salvezza, van La Parra non ha mai avuto un ruolo chiave nelle gerarchie de Les Vikings.

#### Heerenveen
Nel 2011 il club olandese dell'Heerenveen preleva van La Parra dal Caen. Nelle tre stagioni in Eredivisie, si afferma come uno degli esterni, nonché uno dei calciatori, più promettenti del panorama calcistico olandese.

#### Le esperienze in Inghilterra

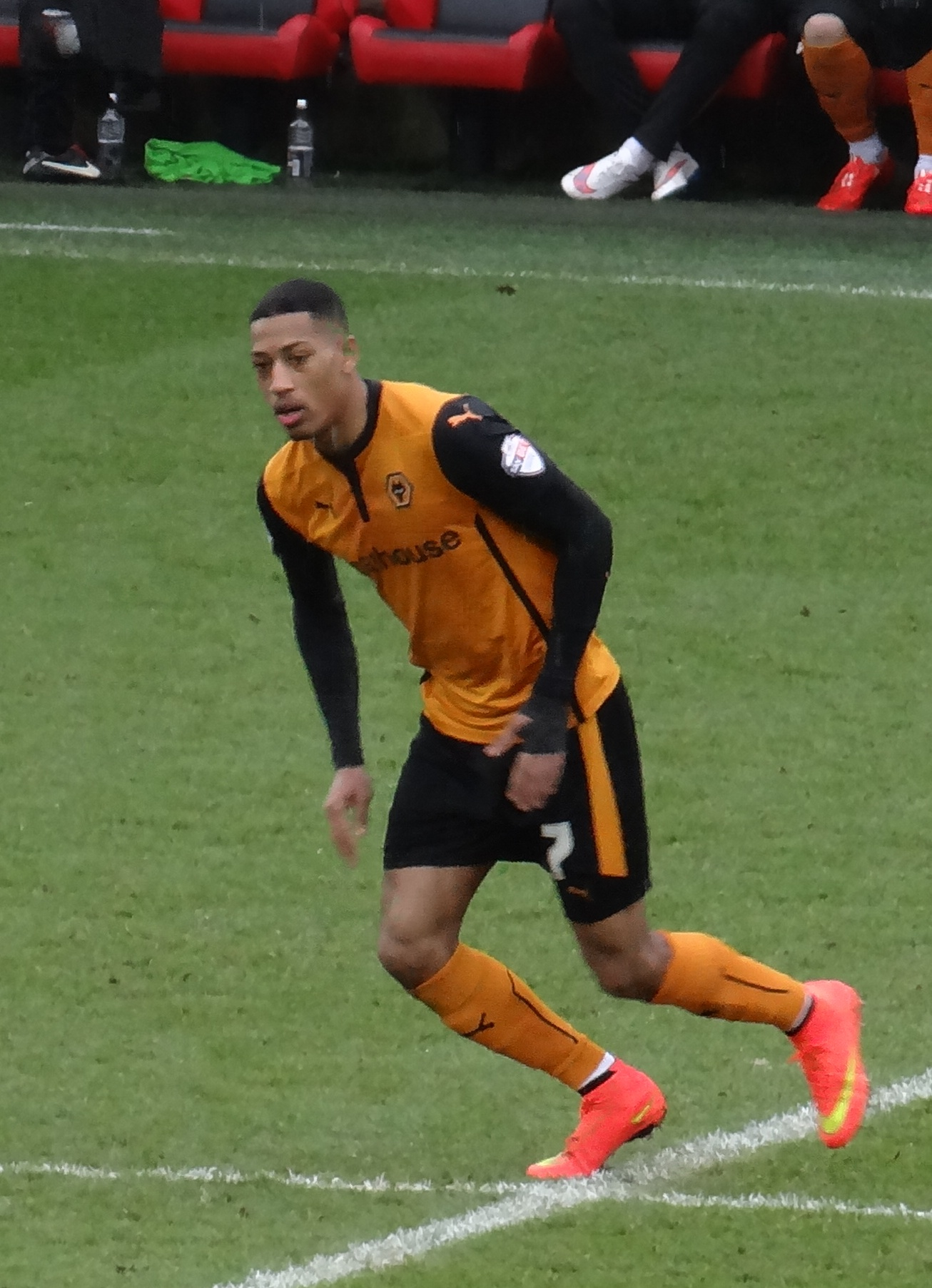
van La Parra con il nel 2015

Nell'estate del 2014 si trasferisce in Inghilterra al Wolverhampton, in Championship. Disputa 40 presenze e un gol in campionato. Nella successiva stagione fa altre 13 presenze, senza reti.
Nel gennaio 2016 passa in prestito al Brighton, sempre in Championship, in cui gioca solo 2 mesi. In campionato ha realizzato 2 gol in 6 partite.
A marzo sempre del 2016 avviene il suo passaggio all'Huddersfield Town. Nella stagione 2016-2017 i The Terriers ottengono la promozione in Premier League, battendo in finale il Reading, e van La Parra contribuisce con 2 gol e 3 assist in 43 presenze. Nella sua stagione d'esordio in Premier League, aiuta l'Huddersfield a salvarsi con 3 gol. Nell'annata successiva però, l'Huddersfield retrocede e van La Parra gioca solo 6 mesi, disputando 5 match.
A gennaio 2019, infatti, si trasferisce in prestito al Middlesbrough, con cui fa solo 3 presenze in Championship.

#### Stella Rossa, UD Logroñés e Kickers Würzburg
Dopo aver fatto l'intera preparazione estiva con l'Huddersfield, il 31 agosto 2019 si trasferisce a titolo definitivo alla Stella Rossa, nella Superliga. Nell'intera annata, sono di più le presenze in Champions League (5) di quelle in campionato (4), vinto dalla Stella Rossa ma lui non si può pregiare del titolo.
A novembre 2020 si trasferisce in Spagna all'UD Logroñés, militante in Segunda División. Gioca 3 partite in campionato in 2 mesi.
Il 1° febbraio 2021 passa ai tedeschi dei Kickers Würzburg, in 2.Bundesliga. Disputa 10 partite con 1 gol in campionato, e il club retrocede nella 3.Liga.

#### Apollōn Smyrnīs, Almere City e Beerschot VA
Nel 2022 va in Grecia, all'Apollōn Smyrnīs, e scende in campo 18 volte in Souper Ligka Ellada, senza reti.
Nel 2023 torna in Olanda all'Almere City. La squadra ottiene ai play-off la promozione in Eredivisie, con van La Parra che segna 2 gol in questi ultimi, più un gol in Eerste Divisie. Nel campionato 2023-2024 contribuisce alla salvezza della Zwarte Schapen con 2 gol e un assist. Disputa anche 2 partite in KNVB beker.  
Nel 2025 va in Belgio, dove veste la maglia del Beerschot, in Pro League, dove gioca 12 partite non riuscendo ad evitare la retrocessione in Challenger Pro League.  

### Nazionale
Gioca diverse partite con le rappresentative Under-17, Under-18, Under-19 e Under-21 dei Paesi Bassi.